# Masalia modesta
Masalia modesta är en fjärilsart som beskrevs av Moore 1881. Masalia modesta ingår i släktet Masalia och familjen nattflyn. Inga underarter finns listade i Catalogue of Life.